# Beulah Beach (Ohio)
Beulah Beach es un lugar designado por el censo ubicado en el condado de Erie en el estado estadounidense de Ohio. En el Censo de 2010 tenía una población de 53 habitantes y una densidad poblacional de 444,86 personas por km².

## Geografía
Beulah Beach se encuentra ubicado en las coordenadas 41°23′31″N 82°26′35″O / 41.39194, -82.44306. Según la Oficina del Censo de los Estados Unidos, Beulah Beach tiene una superficie total de 0.12 km², de la cual 0.12 km² corresponden a tierra firme y (0%) 0 km² es agua.

## Demografía
Según el censo de 2010, había 53 personas residiendo en Beulah Beach. La densidad de población era de 444,86 hab./km². De los 53 habitantes, Beulah Beach estaba compuesto por el 96.23% blancos, el 0% eran afroamericanos, el 0% eran amerindios, el 1.89% eran asiáticos, el 0% eran isleños del Pacífico, el 0% eran de otras razas y el 1.89% pertenecían a dos o más razas. Del total de la población el 3.77% eran hispanos o latinos de cualquier raza.